# Stenodactylus arabicus
Stenodactylus arabicus är en ödleart som beskrevs av  Haas 1957. Stenodactylus arabicus ingår i släktet Stenodactylus och familjen geckoödlor. IUCN kategoriserar arten globalt som livskraftig. Inga underarter finns listade i Catalogue of Life.